# Tindfjallajökull
Tindfjallajökull er med et areal på 19 km² en af de mindste gletsjere i Island. På sit højeste sted, er den 1462 m høj. Den ligger i det sydlige Island syd øst for Hekla i nærneden af Þórsmörk og Mýrdalsjökull. På grund af dens mange rygge og toppe ligner den mere alpernes gletsjere end polarlandenes plateaugletsjere, som ellers er de fremherskende i Island. Dens navn har den på grund af de mange toppe (tindar), som kan være vanskelig at bestige og derfor en udfordring for bjergbestigere. De højeste tinder er Ýmir (1462 m) og Yma (1448 m).
Under glestjeren gemmer der sig en stratovulkan med Magmakammer, som havde sit sidste udbrud for 52.000 år siden. For ca. 200.000 år siden skete der et meget stort ekplosivt udbrud. Ved udbruddet brød Magmakammeret sammen od dannede derved det store Caldera. 
Gletsjeren er et populært mål for bjegbestigere og skiløbere og derfor ligger der ved dens fod tre hytter som er ejet af den islandske vandrerforening.